# Antanartia
Antanartia is een afrotropisch geslacht van vlinders uit de familie van de Nymphalidae. De wetenschappelijke naam voor dit geslacht is voorgesteld door Lionel Walter Rothschild en Heinrich Ernst Karl Jordan in een publicatie uit 1903.

## Soorten
- Antanartia borbonica (Oberthür, 1879)
- Antanartia delius (Drury, 1782)
- Antanartia schaeneia (Trimen, 1879)